# Den ensomme Ulv (film fra 1919)
Den ensomme Ulv er en amerikansk stumfilm fra 1919 af William P. S. Earle.

## Medvirkende
- Bertram Grassby som Michael Lanyard
- Louise Glaum som Sonia
- Edwin Stevens som Victor
- Thomas Holding som Roger Karslake
- Fred L. Wilson